# Saltos ornamentais no Campeonato Mundial de Esportes Aquáticos de 2017
Os eventos dos saltos ornamentais no Campeonato Mundial de Esportes Aquáticos de 2017 começou no dia 14 de julho e foi encerrado em 22 de julho.

## Eventos
Treze eventos com atribuição de medalhas foram realizados.
Horário local (UTC+2).
| Data        | Hora  | Evento                                                     |
| ----------- | ----- | ---------------------------------------------------------- |
| 14 de julho | 11:00 | Trampolim 1 m masculino (rodada preliminar)                |
| 14 de julho | 16:00 | Trampolim 1 m feminino (rodada preliminar)                 |
| 15 de julho | 10:00 | Trampolim sincronizado 3 m masculino (rodada preliminar)   |
| 15 de julho | 13:00 | Plataforma sincronizada 10 m misto (final)                 |
| 15 de julho | 16:00 | Trampolim 1 m feminino (final)                             |
| 15 de julho | 18:30 | Trampolim sincronizado 3 m masculino (final)               |
| 16 de julho | 10:00 | Plataforma sincronizada 10 m feminino (rodada preliminar)  |
| 16 de julho | 15:45 | Trampolim 1 m masculino (final)                            |
| 16 de julho | 18:30 | Plataforma sincronizada 10 m feminino (final)              |
| 17 de julho | 10:00 | Trampolim sincronizado 3 m feminino (rodada preliminar)    |
| 17 de julho | 13:00 | Plataforma sincronizada 10 m masculino (rodada preliminar) |
| 17 de julho | 16:00 | Trampolim sincronizado 3 m feminino (final)                |
| 17 de julho | 18:30 | Plataforma sincronizada 10 m masculino (final)             |
| 18 de julho | 10:00 | Plataforma 10 m feminino (rodada preliminar)               |
| 18 de julho | 15:30 | Plataforma 10 m feminino (semifinal)                       |
| 18 de julho | 18:30 | Evento em equipes 3 m / 10 m (final)                       |
| 19 de julho | 10:00 | Trampolim 3 m masculino (rodada preliminar)                |
| 19 de julho | 15:30 | Trampolim 3 m masculino (semifinal)                        |
| 19 de julho | 18:30 | Plataforma 10 m feminino (final)                           |
| 20 de julho | 10:00 | Trampolim 3 m feminino (rodada preliminar)                 |
| 20 de julho | 15:30 | Trampolim 3 m feminino (semifinal)                         |
| 20 de julho | 18:30 | Trampolim 3 m masculino (final)                            |
| 21 de julho | 10:00 | Plataforma 10 m masculino (rodada preliminar)              |
| 21 de julho | 15:30 | Plataforma 10 m masculino (semifinal)                      |
| 21 de julho | 18:30 | Trampolim 3 m feminino (final)                             |
| 22 de julho | 14:00 | Trampolim sincronizado 3 m misto (final)                   |
| 22 de julho | 17:00 | Plataforma 10 m masculino (final)                          |

## Medalhistas
Masculino
| Evento                                | Ouro                               | Ouro   | Prata                                | Prata  | Bronze                            | Bronze |
| Trampolim 1 m individual detalhes     | CHN Peng Jianfeng                  | 448,40 | CHN He Chao                          | 447,20 | ITA Giovanni Tocci                | 444,25 |
| Trampolim 3 m individual detalhes     | CHN Xie Siyi                       | 547.10 | GER Patrick Hausding                 | 526.15 | RUS Ilya Zakharov                 | 505.90 |
| Trampolim 3 m sincronizado detalhes   | RUS Evgeny Kuznetsov Ilya Zakharov | 450.30 | CHN Cao Yuan Xie Siyi                | 443.40 | UKR Oleh Kolodiy Illya Kvasha     | 429.99 |
| Plataforma 10 m individual detalhes   | GBR Tom Daley                      | 590.95 | CHN Chen Aisen                       | 585.25 | CHN Yang Jian                     | 565.15 |
| Plataforma 10 m sincronizado detalhes | CHN Chen Aisen Yang Hao            | 498.48 | RUS Aleksandr Bondar Viktor Minibaev | 458.55 | GER Patrick Hausding sascha Klein | 440.82 |

Feminino
| Evento                                | Ouro                       | Ouro   | Prata                                      | Prata  | Bronze                                | Bronze |
| Trampolim 1 m individual detalhes     | AUS Maddison Keeney        | 314.95 | RUS Nadezhda Bazhina                       | 304.70 | ITA Elena Bertocchi                   | 296.40 |
| Trampolim 3 m individual detalhes     | CHN Shi Tingmao            | 383.50 | CHN Wang Han                               | 359.40 | CAN Jennifer Abel                     | 351.55 |
| Trampolim 3 m sincronizado detalhes   | MAS Cheong Jun Hoong       | 397.50 | CHN Si Yajie                               | 396.00 | CHN Ren Qian                          | 391.95 |
| Plataforma 10 m individual detalhes   | CHN Chang Yani Shi Tingmao | 333.30 | CAN Jennifer Abel Mélissa Citrini-Beaulieu | 323.43 | RUS Nadezhda Bazhina Kristina Ilinykh | 312.60 |
| Plataforma 10 m sincronizado detalhes | CHN Ren Qian Si Yajie      | 352.56 | PRK Kim Mi-rae Kim Kuk-hyang               | 336.48 | MAS Cheong Jun Hoong Pandelela Rinong | 328.74 |

Misto (Masculino e Feminino)
| Evento                                | Ouro                             | Ouro   | Prata                                | Prata  | Bronze                                  | Bronze |
| Trampolim 3 m sincronizado detalhes   | CHN Wang Han Li Zheng            | 323.70 | GBR Grace Reid Tom Daley             | 308.04 | CAN Jennifer Abel François Imbeau-Dulac | 297.72 |
| Plataforma 10 m sincronizado detalhes | CHN Ren Qian Lian Junjie         | 352.98 | GBR Lois Toulson Matty Lee           | 323.28 | PRK Kim Mi-rae Hyon Il-myong            | 318.12 |
| Equipe detalhes                       | FRA Laura Marino Matthieu Rosset | 406.40 | MEX Viviana del Ángel Rommel Pacheco | 402.35 | USA Krysta Palmer David Dinsmore        | 395.90 |

## Quadro de medalhas
| Ordem | País            | Medalha de ouro | Medalha de prata | Medalha de bronze | Total |
| ----- | --------------- | --------------- | ---------------- | ----------------- | ----- |
| 1     | China           | 8               | 5                | 2                 | 15    |
| 2     | Rússia          | 1               | 2                | 2                 | 5     |
| 3     | Reino Unido     | 1               | 2                | 0                 | 3     |
| 4     | Malásia         | 1               | 0                | 1                 | 2     |
| 5     | Austrália       | 1               | 0                | 0                 | 1     |
| 5     | França          | 1               | 0                | 0                 | 1     |
| 7     | Canadá          | 0               | 1                | 2                 | 3     |
| 8     | Alemanha        | 0               | 1                | 1                 | 2     |
| 8     | Coreia do Norte | 0               | 1                | 1                 | 2     |
| 10    | México          | 0               | 1                | 0                 | 1     |
| 11    | Itália          | 0               | 0                | 2                 | 2     |
| 12    | Ucrânia         | 0               | 0                | 1                 | 1     |
| 12    | Estados Unidos  | 0               | 0                | 1                 | 1     |
| Total | Total           | 13              | 13               | 13                | 39    |